# Niedergasse 57 (Stolberg)

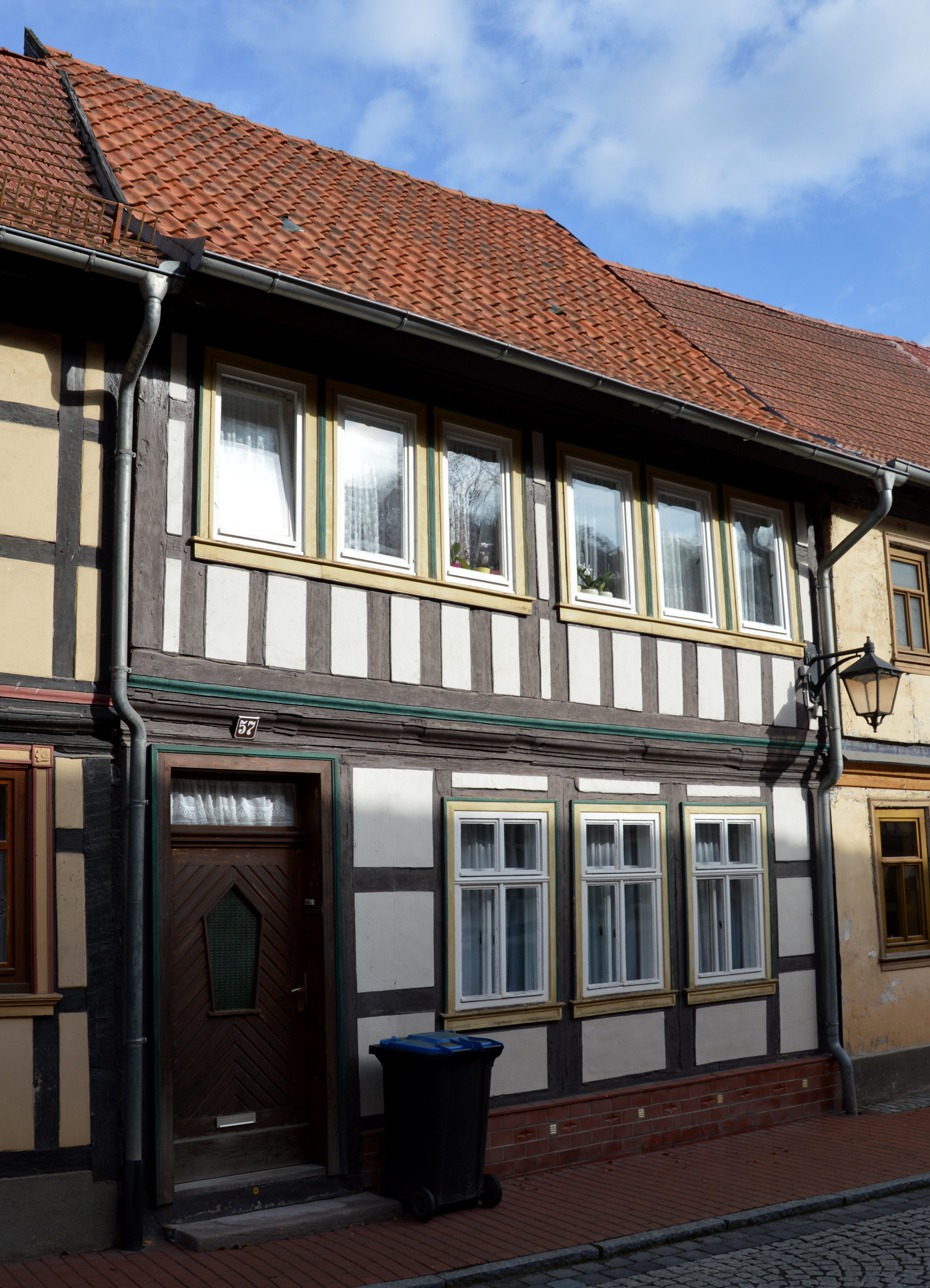
Haus Niedergasse 57

Das Haus Niedergasse 57 ist ein denkmalgeschütztes Wohnhaus in Stolberg (Harz) in der Gemeinde Südharz in Sachsen-Anhalt.

## Lage
Es befindet sich im mittleren Teil der Niedergasse auf ihrer östlichen Seite in der Altstadt von Stolberg. Unmittelbar nördlich grenzt das Haus Niedergasse 55, südlich das Haus Niedergasse 59 an.

## Architektur und Geschichte
Das zweigeschossige Fachwerkhaus entstand in der Zeit des Barock und bildet mit der umgebenden Bebauung ein weitgehend ungestörtes Ensemble. Die Gebäudekubatur orientiert sich an der südlich angrenzenden Häuserreihe. Die Fachwerkfassade ist im Obergeschoss durch das Fachwerkelement der Thüringer Leiter geprägt. 
Im örtlichen Denkmalverzeichnis ist das Wohnhaus seit dem 30. August 2000 unter der Erfassungsnummer 094 30265 als Baudenkmal verzeichnet. Der Wohnhaus gilt als kulturell-künstlerisch sowie städtebaulich bedeutsam.